# ヴィンセント・デ・ムーア
ヴィンセント・デ・ムーア (Vincent de Moor, 1973年12月5日 - 、オランダ・デルフト)は、オランダ人のトランスアーティスト。 音楽プロデューサーのフェリー・コーステンとの『Veracocha』としての活動、及び2001年に発表されたシングル『Fly Away』が最も有名である。

## 音楽における経歴

### 初期
ヴィンセント・デ・ムーアは1993年にFix To Fax名義で初めてレコーディングした。トラックは当該名義で『Enjoy Yourself』、『Do U Feel It』、『Pick It Up』、『Take Control』がリリースされた。他には『Het Vliegende Kunstgebit』がGmoorkとして、『Chinese Juice』、『Exotic Mind』がOutlineとして、『Voice In The Dark』、『Frame Of Pleasure』、『Brazilia Carnavelas』がSidewalkとしてリリースされた。
同氏の初めて自身名義でのトラックは『Flowtation』だった。このトラックは1996年に初めてリリースされ、1997年8月には全英シングルチャートで54位を達成した。 2002年のヴォーカル付きリミックスを含めた幾つかのバージョンが入手可能だった。1998年にはエルンスト・ビルスマとコラボレーションをして『Don't Hurt Me』(Cacheとして)をリリース、また自身名義で『Orion City』をリリース、同名でアルバムデビューした。同氏はまたVdM名義で『Darwin's Voyage』、『Magnetic』『Domino Runner』をリリースする時間を作り出した。

### 後期
ヴィンセント・デ・ムーアとフェリー・コーステンとのコラボレーション、Veracochaの『Carte Blanche』は全英シングルチャートで22位を達成した。フェリー・コーステンはインカ帝国に関連するテレビ番組を見た後にVeracochaという名称を選んだと言われている。この時期からのコーステンさらなるお気に入りと思われるものは2HDの『Sunflakes』のヴィンセント・デ・ムーアのリミックスである。 このトラックはヴィンセント・デ・ムーアのセカンドアルバム『Moor (2000)』でシングルの『Shamu』、『Between 2 Fires』、『Eternity (Forever)』と一緒に紹介された。 また、2000年に『Fly Away』の初リリースが見られ、2001年のUK30位を達成したヴィンセント・デ・ムーアの最も成功したシングルとなった。 いくつかのトラックの発行はEmeraldというペンネームでリリースされた。
2003年にはヴィンセント・デ・ムーアは『Crystal Clouds』と『Nexus Asia』をQuestiaとしてリリースした。翌年には『Desdemonia』をRasterとして、『Grooveslide』と『Energy Reflect』をFlashbangとしてリリースした。同氏は自身によるリミックスでも知られ、有名なものではTenth Planetの『Ghosts』、De Bosの『On The Run』、アーミン・ヴァン・ビューレンの『Communication』、浜崎あゆみの『Fly High』が挙げられる。
2007年にはヴィンセント・デ・ムーアは自身の『Flowtation』と『No Hesitation』をリメイクした。2001年のヒットシングル『Fly Away』もまたSean TyasとCosmic Gateによるリミックスと共に再リリースされた。同氏はまた2008年に『Sunflower』(Moorからのシングル)をリメイクした。

## 私生活
ヴィンセント・デ・ムーアに関する私生活や経歴はほとんど知られていない。今日においても、同氏に対するインタビューは存在していない。
2014年11月に、レコードラベルCloud 9 DanceはTranceFixxedに忠告した: "I checked with Vincent and he’s not interested in doing any interviews. He’s no longer active in the music industry, but he enjoys the fact that people are still into his music though!" 